# Mauritània abans del domini àrab
La història de Mauritània abans del domini àrab només és coneguda parcialment a partir del segle x; algunes indicacions es troben a Ibn Khaldun. El període entre el segle x i la conquesta àrab a finals del segle xiv i principis del xv és el que es relata en aquest article.

## Els bafours
El país estava ocupat pel poble Bafour, probablement negre, centrar a l'Adrar, a la zona d'Azougui (15 km al nord-est d'Atar) aleshores Vila dels Gossos (àrab Medinal al-Klab) i de nom bafour desconegut. Algunes referències apareixen a les tradicions sarakholes (aleshores anomenats gangares) sobre la seva dominació al Tagant. Al Trarza també hi havia comunitats bafours (els amazics anomenaven la zona com Inda Bafour que vol dir "Pous dels Banu Bafur"). Les tribus bafours foren absorbides o obligades a emigrar al sud per la invasió dels lamtuna, un grup dels amazics sanhadja procedents del sud de l'Muntanyes de l'Atles del Marroc. La invasió hauria durat diverses generacions i s'hauria fet en diverses onades, una de les quals dirigida per Abu-Bakr ibn Úmar, descendent de Tilagaguin fill d'Ouftentak, emir dels Lemtuna. Abu-Bakr fou qui va expulsar definitivament als bafour cap al sud de Mauritània al segle xi. La tradició diu que els bafour utilitzaven per a la guerra gossos entrenats i que un xerif de nom Hadrami els va dominar; la tomba d'Hadrami encara estaria a Azougui. Molts bafours van arribar al riu Senegal, que van travessar, i van empènyer als pobles de la zona, els soces que vivien al que després foren el Djolof i el Cayor (segle xi). Alguns grups bafour van restar al país pagant tribut als lemtuna i es van islamitzar donant origen a fraccions tribals.
La tradició diu que un rei dels bafours tenia només una filla, que fou feta presonera pels lemtuna; el seu pare va demanar el seu alliberament que l'emir lemtuna va concedir; en arribar al sud del riu estava embarassada per la violació d'un guerrer lamtuna que no va poder ser identificat. Va tenir una filla que va portar el nom de Garmi, que el seu avi (que no tenia fills) va casar amb un dels seus lloctinents, sent l'ancestre dels prínceps wòlofs (els "bourba" o reis del Djolof i els "damel" o reis del Cayor). Així doncs els bafours es van transformar suposadament per barreja amb les restes dels pobles locals, en els wòlofs. Una altra tradició diu que aleshores (segle viii) els bafours eren jueus de religió.

## Amazics sanhadja
Les tribus sanhadja eren anomenades per la gent del nord com Moleththemin (velats) i ja nomaditzaven les regions del Sàhara occidental des de temps immemorial; els grups principals al nord dels bafour eren els Guedala (o Djodala), els Lamtuna i els Messufa emparentats amb els Lemta, Zegaua i Tuaregs que nomaditzaven més a l'est. L'autoritat la tenia la tribu lemtuna dividida en diverses fraccions: Beni Ourtentak, Beni Nïal, Beni Moulan i Beni Nasja; eren idolatres fins a finals del segle VIII i inicis del IX quan van abraçar l'islam.
La fracció reial eren els Beni Ourtentak. Al ancestre epònim Ourtentak el va succeir el seu fill Qurekkout (o Araken) i després el net Tilalaguin; foren els que van dominar l'Adrar i van convertir als negres (bafours) que no van emigrar (si bé alguns van pagar l'impost de capitació que els lliurava de la conversió). A Tilagaguin el va succeir Tiloutan la mort del qual tradicionalment es fixa el 837. El successor fou Ilettan mort el 900. El seu fill i successor, Temin va governar fins al 918 quan fou mort per les tribus sanhadja revoltades.
La dinastia Ourtentak va desaparèixer i usurpadors van ocupar la direcció dels lemtuna; s'esmenta a Tinezoua (o Berouïan) fill d'Ouachnik fill d'Izar que governava sobre una extensa regió i tenia autoritat sobre 20 reis negres que pagaven capitació; els seus fills van regnar després però més tard la unitat es va trencar i cada fracció i cada tribu va elegir el seu cap. A començaments del segle xi un home virtuós, Narecht, va pujar al tron, va pelegrinar a la Meca i al cap de tres anys de regnat va morir en una expedició i el va succeir el seu gendre Yahya ibn Ibrahim al-Gudalí, que fou qui va portar a la tribu al marabut marroquí Abd-Al·lah ibn Yassin, apòstol de la renovació religiosa dels almoràvits. Yahya va refermar la unitat lemtuna i es va aliar per matrimoni a l'antiga dinastia Banu Ourtentak.
Mort Yahya vers el 1050 el va succeir un descendent de Tilagaguin, Yahya ibn Úmar, representant hereditari dels Ourtentak. Yahya ibn Úmar, el seu germà Abu-Bakr i Abd-Al·lah ibn Yassin van predicar intensament entre els lamtuna, però foren rebutjats per la gent que no volia canvis i se'n van anar fundant un convent a una illa on van viure una vida d'estudi i retirament on se'ls van unir molts sanhadja d'origen divers originant el moviment almoràvit. Yahya va morir el 1056. Abd Allah el 1059. Abu-Bakr va abdicar el 1062 en el seu cosí Yússuf ibn Taixfín i va retornar a dirigir la seva tribu que en aquell moment estava enfrontada als messufa.
Abu-Bakr ibn Úmar, amb guerrers lemtuna, djodala (guedala) i messufa arribats per la sebkha d'Idjil, va conquerir entre 1062 i 1087 els regnes bafours; els lemtuna encara viuen a Brakna i Trarza; els guedala al Tiris pagant tribut als Ahel Barik Allah i als Oulad Delim; i els messufa serien els Mechdouf del Hodh. Abu-Bakr ibn Úmar va morir el 1087 durant la lluita contra els bafours (segons la tradició lluitava a la Chemama i fou ferit i es va retirar al Tagant on va morir de les ferides sent enterrat a Oumm Laouaïtgat, al nord del Tagant, on la seva tomba encara subsisteix). En les seves incursions hauria arribat al riu Senegal i fins i tot a l'alt riu Níger, però els bafours encara no van abandonar el país on almenys en part van restar encara uns segles. Entre el segle xi i el XIV gairebé no se sap res del que va passar, ja que no en parlen la història ni les tradicions.

## Segona onada amaziga
Segons la tradició al segle xiv van arribar a l'Adrar (a Abeïr) cinc homes amazics pietosos, els Tachomcha ("Els Cinc") originaris de Tarudant i emigrats del Sus. Allí hi havia lluites internes i els cinc van seguir cap al sud i van arribar als campaments del Medlich, aleshores al Tiris, on es van casar i cadascun va tenir un fill, originant la tribu moderna dels tachomcha. Aquesta tradició podria representar una emigració procedent del Sus al segle xiv que va reforçar l'element amazic, especialment al Tiris, regió aleshores com modernament amb excel·lents pastures. Al cap d'un tempos el tachomcha van baixar al sud entre el Tiris i el país ocupat encara pels negres a la dreta del riu Senegal (triangle Nouakchot-Khroufa-Bou Tilimit) on es van dedicar a la ramaderia i l'agricultura; van intentar expulsar els bafours però després d'una greu derrota a Id Aounik (prop del llac Reqiz) on van morir 80 notables, van abandonar aquesta pretensió i una part va retornar al Tiris i altres van anar cap a l'est, al Tagant i l'Adrar. Al Tiris van enfrontar a les tribus que ara l'ocupaven, els Bakhouga, ancestres dels Ida ou Aïch; al Tagant i l'Adrar als Berabich del Sahel, als Khebabcha i als Azizat, fraccions que després es van barrejar i es van establir a l'Hodh. Els tachomcha per evitar ser molestats pels seus rivals van canviar el seu mode de vida i van abandonar les armes per dedicar-se a la pregària i l'estudi, i es van concentrar en la ramaderia pagant tribut a tribus més fortes.

## Els Banu Makil i Hassans
A finals del segle xiv van arribar a l'oest del Sàhara bandes àrabs molt bel·licoses, que van acabar imposant-se a les tribus amazigues, modificant el seu estat social. Aquestes tribus són anomenades a Mauritània com els hassans (Banu Hassan o hassànides) però inicialment van arribar al Marroc com els Banu Makil pel seu ancestre Makil, del qual Hassan era descendent. Sota el nom de Banu Makil es designen a les nombroses tribus àrabs que van assolar el nord d'Àfrica als segles xi i xii quan les gran invasions hilàlides. La tradició estableix aquesta genealogia: Makil > Al-Akil > Mokhtar > Hassan > Said > Hamid > Musa > Hasen > Hassan.
A l'inici del segle xiii vivien al triangle Molouïa-Taza-Rif però foren cridats el 1253 al Sus per Ali ben Yedder, cap amazic hintata revoltat contra els almohades. Els Makil es van presentar al Sus en dos grups: els Chebanat i els Beni Hassan. Els primers van ser aliats dels amazics lemta de l'Atles i els hassans amb els amazics guezula de l'alta Mauritània. Als segles xiii i xiv els dos grups makils van aportar els caps militars que van participar en les guerres civils. Ibn Khaldun diu que van actuar com a mercenaris. Els hassans van arribar fins a Seguiat El-Hamra (Sàhara Occidental) però a partir d'una data propera al 1400 van començar a marxar més al sud. Probablement eren un grup reduït originats en els dos fills de Hassan: Oudeï i Delim. De Delim van sorgir els Oulad Delim que van quedar al nord del Tiris; d'Oudeï van sortir els hassans del Trarza i els Oudaïa del Marroc. La successió fou així:
- Hassan
  - Oudeï 
    - Marfar 
      - Othman
        - Omrane
          - Heddaj
            - Terrouz (ancestre dels trarza)
            - Barkani (ancestre dels brakna)
            - Khaouâouat (absorbits)

          - Mohammed (ancestre dels Oulad Mbarek del Hodh)

        - Yahia (ancestre dels Oulad Yahia ben Othman d'Adrar)
        - Antar (ancestre dels Oulad Nacer del Hodh)
        - Rehhal (ancestre dels Rehahla de Trarza)

    - Rizg (ancestre dels Oulad Rizg de Trarza)
    - Mohammed
      - Daud (ancestre dels Agcharat de Trarza)

    - Arrouq (ancestre dels Oulad Arrouq)

  - Delim (ancestre dels Oulad Delim)
  - Hamma (ancestre dels Berabich)